# Glúmr Geirason
Glúmr Geirason fue un escaldo de Islandia en el siglo X. Compuso poemas para el rey Erico I de Noruega (Hacha Sangrienta) y para su hijo Harald II de Noruega.
Según Landnámabok y Saga de Reykdæla ok Víga-Skútu el padre de Glúmr se llamaba Geiri, un noruego que se asentó cerca de Mývatn, al norte de Islandia. Tras un incidente con un granjero local, Geiri y Glúmr se vieron forzados a abandonar el área y reasentarse en Breiðafjörður. La saga de Laxdœla, menciona su matrimonio con Ingunn Þórólfsdóttir y fruto de esa relación nació Þórður Ingunnarson (n. 970), que fue el segundo marido de Guðrún Ósvífursdóttir.
Según Skáldatal y Fagrskinna Glúmr compuso un poema sobre Eirík Hacha Sangrienta, donde alabó las hazañas del rey en muchos países. No ha sobrevivido ni un verso que pueda ser asignado a este poema, pero Finnur Jónsson atribuye una frase de dos líneas que se encuentra en el Tercer tratado gramatical. También cree que un verso citado en Heimskringla que se refiere a Harald II es en realidad una parte del poema a Erico I. Este argumento está discutido.
El mayor trabajo que ha sobrevivido hasta hoy de Glúmr, es la obra fragmentaria Gráfeldardrápa, un poema en recuerdo de Harald II tras su muerte (ca. 970). 
A lo dispuesto por el filólogo Finnur Jónsson, las partes conservadas comienzan con media estrofa preguntando a los hermanos de Harald que escuchen el poema. Hay otros dos medio versos sobre las batallas de Harald en Escocia y en oriente antes de convertirse en rey de Noruega. Siguen dos versos sobre su expedición a Bjarmaland y varias batallas en general, así como cuatro versos sobre su última batalla y muerte. Un verso expresa el lamento del poeta por la muerte de su rey. Por último, existe medio verso que alaba la destreza física del rey y una que expresa la idea de que el dios Odín vivió en el rey. También se conserva un refrán.
Al margen de los poemas, se conserva un lausavísur de Glúmr, compuesto tras la batalla de Fitjar.
Finnur Jónsson describe la obra de Glúmr como muy logrado aunque algo anticuado, con pocos kennings pero bien elegidos y de buen gusto; considera a Glúmr un poeta competente con cierta originalidad de composición.